# WAV
WAV или WAVE (съкр. от Waveform Audio File Format) е файлов формат за съхраняване на цифрово аудио, произведен от Майкрософт и IBM през 1991 г. Обикновено е използван за съхранение на некомпресирано аудио чрез импулсно-кодова модулация.